# Jamsetji Tata
Jamsetji (Jamshedji) Nasarwanji Tata (în gujarati: જમ્શેત્જી નુંસ્સેર્વાનજી ટાટા; în hindi: जमशेदजी टाटा, n. 3 martie 1839, Navsari⁠(d), Dominația Companiei britanice a Indiilor Orientale în India⁠(d), India – d. 19 mai 1904, Bad Nauheim, Hessa, Germania) a fost un om de afaceri și filantrop indian, din comunitatea parsi, care a întemeiat Grupul Tata, cel mai mare conglomerat industrial-comercial ca mărime din India. Jamsetji Tata este considerat părintele industriei indiene, posedând la vremea sa un capital de 4 milioane de dolari. Între altele Tata a fondat în 1903 hotelul Taj Mahal din Mumbai (Bombay) și a fost ctitorul orașului Jamshedpur, care a fost numit după el, în statul Jharkhand,

## Biografie

### Copilărie și tinerețe
Străbunii familiei Tata erau membri ai comunității zoroastriste, cunoscută mai apoi sub numele de parsi, și care au părăsit Persia în secolul al VIII-lea ca urmare a persecuțiilor religioase în urma cuceririi țării de către califii arabi și a impunerii Islamului ca religie oficială. Jamshedji Tata s-a născut în 1839 la Navsari, oraș în sudul statului Gujarat, într-o familie săracă de preoți parsi. Era unicul băiat și primul copil al părinților săi.Tatăl său era Nusserwanji Ratan Tata, primul în familie care a ales ocupația afacerilor și a înființat o firmă de export la Mumbai, iar mama sa - Jeevanbai.Limba lui maternă a fost gujarati.   
Jamshedji s-a distins la învățătură din copilărie și, de aceea, când a împlinit 14 ani,  tatăl său l-a adus la Mumbai ca să studieze la Colegiul Elphinstone. În timpul studiilor el s-a căsătorit cu Hirabai Daboo.
După absolvirea colegiului Elphinstone in 1858, Jamshehdji s-a alăturat tatălui sau la firma de export a acestuia și l-a ajutat la înființarea însemnatelor filiale ale acesteia în Japonia, China, Europa si Statele Unite, aceasta într-o perioadă frământată, după reprimarea de către britanici a Marii Revolte indiene din 1857.  
Tatăl l-a trimis mai ales în China pentru a se familiariza cu afacerile din această țară, mai ales industria bumbacului și comerțul cu opiu.

### Cariera de om de afaceri

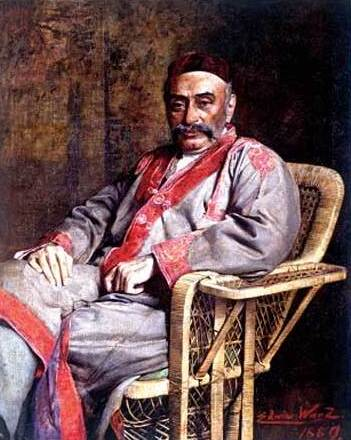
Portretul lui Jamsetji Tata, pictat de Edwin Arthur Ward în 1889

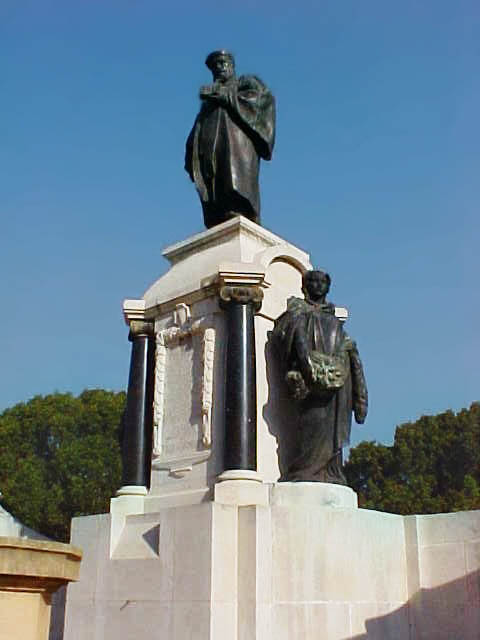
Monumentul lui Jamshedji Tata la Institutul Indian de Știință

Tata a lucrat în compania tatălui sau până la vârsta de 29 ani. In 1868 el a înființtat o companie comercială, pornind de la un capital de 21.000 rupii (echivalând cu 52 milioane de dolari americani în prețurile din 2015). El a cumpărat în 1869 un teasc falimentar de ulei din Chinchpokli, în centrul industrial al Bombayului, și l-a transformat într-o filatură de bumbac  pe care a botezat-o Alexandra Mill. După doi ani a vândut filatura cu câștig. Mai apoi, în 1874 a înființat și dezvoltat la Nagpur la 1000 km de Bombay, compania sa, Central India Spinning, Weaving and Manufacturing Company (Compania Centrală Indiană de Filatură, Țesătorie și Confecție): spre mirarea lumii, a ales Nagpur pentru această antrepriză, și nu Bombay, mizând pe pământurile ieftine și resursele mai accesibile.  
Ieftinătatea terenului a dus la dezvoltarea rețelei locale de căi ferate care a dus la rândul ei la dezvoltarea orașului.
În 1877 Tata a înființat o nouă filatură de bumbac, Empress Mill, în ziua încoronării reginei Victoria ca Împărăteasă a Indiei.
Tata și-a stabilit apoi patru obiective principale: să creeze o companie de industrie siderurgică, o instituție de învățământ superior la nivel mondial, un hotel unic în felul lui și o uzină  hidroelectrică.  
Numai hotelul visat a devenit realitate în timpul vieții sale, la 3 decembrie 1903 inaugurându-se Hotelul Taj Mahal Palace, în  districtul Colaba din Mumbai. Prețul construcției a fost de 11 milioane rupii indiene (echivalent cu 11 miliarde de rupii din anul 2015).  
În 1885 Tata a lansat o nouă companie în colonia Pondicherry cu scopul de a difuza produse textile indiene în coloniile franceze, fără să trebuiască a plăti impozite, dar inițiativa aceasta a eșuat din lipsă de cerere suficientă de stofe. Atunci el a achiziționat Filaturile Dharamsi de la Kurla, în Bombay și le-a revândut mai târziu pentru a cumpăra Filaturile Advance Mills din Ahmedabad. Această din urmă companie a contribuit la creșterea economică a orașului Ahmedabad. Prin toatea aceste inițiative Tata a contribuit la progresul industriei de bumbac și textile a Indiei. El a rămas și la bătrânețe o figură însemnată a lumii industriale. 
Tata a adoptat principiile Mișcării Swadeshi care a crescut in India dupa anul 1905 și a promovat încurajarea autarhiei, prin producerea în țară a tuturor bunurilor necesare și boicotarea produselor străine,
Sub impresia acestor principii, Tata a numit noua sa filatură de bumbac din Bombay „Swadeshi Mill”. El și-a dorit ca aceasta filatură să producă stofe mai fine, la nivelul celor produse la Manchester și ca India, posesoare a unor tradiții vechi locale de țesătorie, să devină în viitor o exportatoare de asemenea stofe. El a început să încurajeze diverse cai de ameliorare a culturilor de bumbac în diverse părți ale Indiei. El s-a convins ca adoptarea metodelor de cultivare folosite de țăranii (rayat) egipteni, care erau vestiți pentru calitatea delicată a bumbacului lor.  Tata a fost primul care a introdus în filaturile sale mașinile de filat cu inele în locul celor tradiționale.
Urmașii lui Tata au realizat celelalte trei dintre obiectivele viziunii sale, înființând:  
- Tata Steel (formerly TISCO – Tata Iron and Steel Company Limited) (1907)[4] cea mai mare companie de industria oțelului din India, Ea a devenit a cincea companie de oțelării din lume, după ce a achiziționat Grupul Chorus, avand o productie de 28 milioane tone de oțel anual.
- Institutul Indian de Științe de la Bengaluru (1911), o instituție de înalt nivel de cercetare și învățământ în domeniul științei și tehnicii.
- Tata Hydroelectric Power Supply Co. redenumită Tata Power Company Limited, în prezent cea mai mare companie privată de electricitate a Indiei,

### Filantropie
Jamshedji Tata a făcut donații generoase pentru învățământ și sistemul sanitar. A fost recunoscut ca unul din cei mai mari filantropi din secolul al XX-lea, furnizând  donații estimate la 102 miliarde de dolari (după ajustarea cifrelor la inflație)

### Sfârșitul vieții

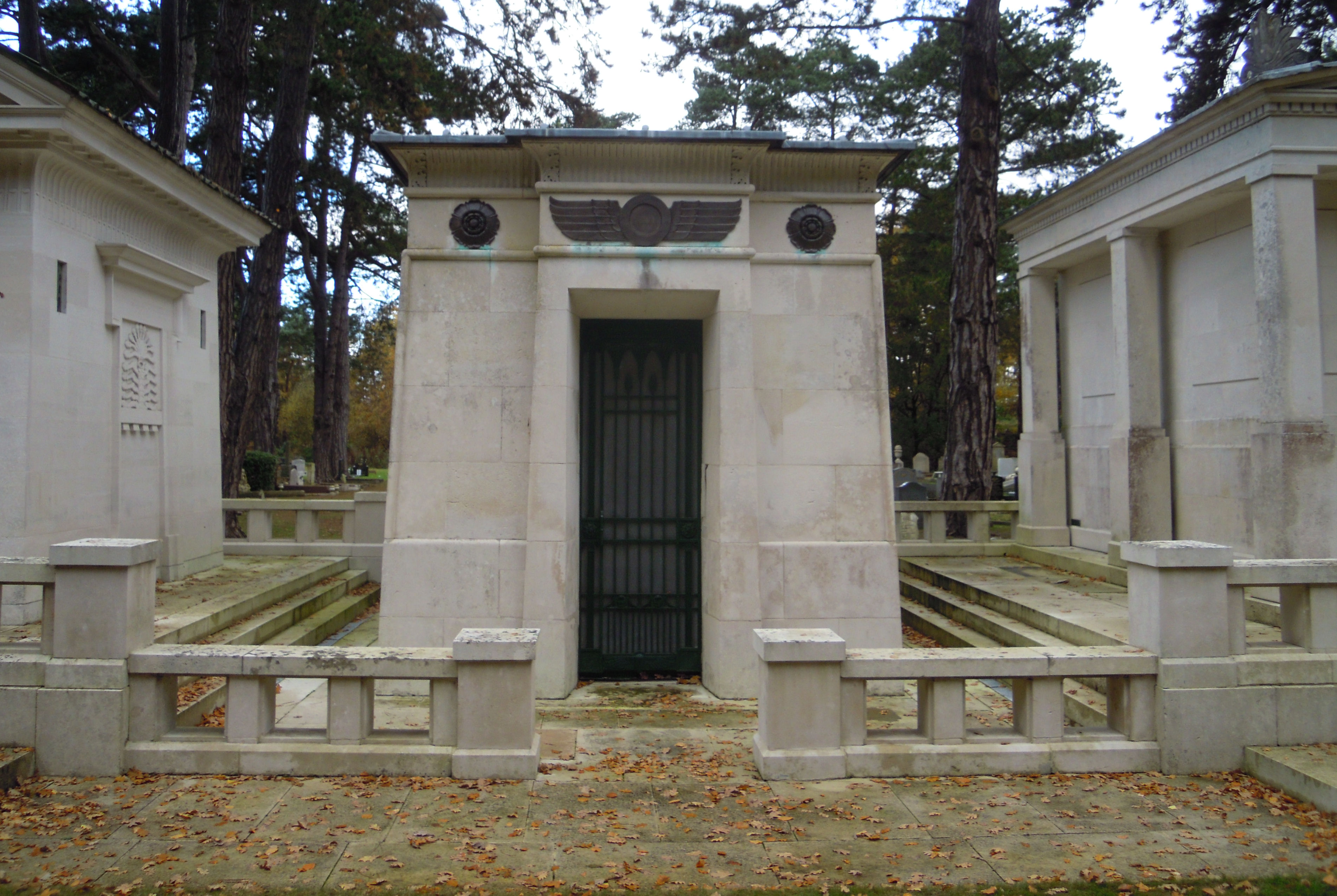
Mauzoleul lui Jamsetji Tata la Cimitirul Brookwood

Jamshedji Tata s-a îmbolnăvit grav în cursul unei călătorii de afaceri în Germania în anul 1900.El a murit în 1904 la Bad Nauheim și a fost înmormântat în parcela comunității parsi din cimitirul Brookwood din Woking, comitatul Surrey, în Anglia.

### Viața privată
Tata a fost căsătorit cu Hirabai Daboo. Fiii lor, Sir Dorabji Jamsetji Tata (1859–1932) și Sir Ratanji Tata (1871–1932) i-au succedat ca președinți ai Grupului Tata.
Vărul său primar, Ratanji Dadbhoy Tata, a jucat și el un rol însemnat în fondarea consorțiului Tata. Sora sa, Jerbai, căsătorită cu un comerciant din Mumbai, a fost mama lui Shapurji Saklatvala, care a efectuat pentru Tata prospecțiuni soldate cu succes, pentru surse de cărbuni și fier. Saklatvala s-a stabilit ulterior in Anglia, initial pentru a administra oficiul firmei Tata la Manchester,  iar mai târziu  a devenit deputat în Camera Comunelor din partea Partidului Comunist din Marea Britanie. 
Copiii lui Ratanji Dadbhoy Tata au fost antreprenorul Jehangir Ratanji Dadabhoy Tata, precum și Sylla Tata  care a devenit soția baronetului Dinshaw Maneckji Petit, al treilea baronet Petit. Cumnata ei, sora baronetului, Rattanbai Petit, a fost soția politicianului musulman Muhammad Ali Jinnah, fondatorul Pakistanului.

### Moștenirea
Uzinele siderurgice ale lui Tata au fost construite în satul Sakchi din statul Jharkhand. Satul a devenit cu timpul un oras si statie feroviara, numindu-se la început Tatanagar. Ulterior el adevenit metropola Jamshedpur, care, de asemenea, îi poartă numele. Fostul sat , urbanizat, Sakchi, este astăzi un cartier al Jamshedpurului.   

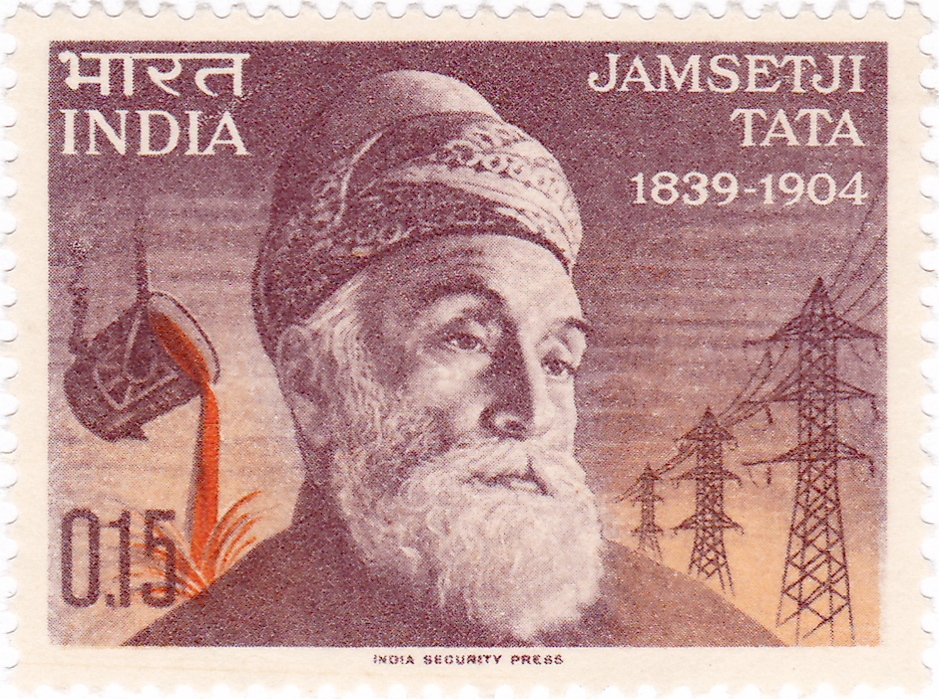
Timbru poștal comemorativ cu efigia lui Jamshedji Tata, care a fost emis de Poșta indiană la 7 ianuarie 1965

Tata s-a distins prin concepția sa patriotică. El a întreținut relații strânse cu luptători pentru independența Indiei, precum coreligionarii săi din comunitatea parsi, Dadbhai Naoroji și Ferozshah Mehta. El a întrevăzut legătura dintre independența țării, pe de o parte, și crearea unei puternice industrii naționale și realizarea unei independențe economice, pe de altă parte.

### Trivia
În 1901 Jamsetji Tata a fost primul indian etnic care a posedat un automobil privat. 
În timpul voiajului său în India, Mark Twain l-a vizitat și pe Jamsetji Tata la Mumbai.

## In Memoriam
- Orașul Jamshedpur s-a numit în cinstea sa.